# Pervagor spilosoma
Pervagor spilosoma és una espècie de peix de la família dels monacàntids i de l'ordre dels tetraodontiformes.

## Morfologia
- Els mascles poden assolir 18 cm de longitud total.[2][3]

## Alimentació
Menja algues, petits invertebrats bentònics i coralls.

## Hàbitat
És un peix marí, de clima tropical i associat als esculls de corall que viu entre 6-730 m de fondària.

## Distribució geogràfica
Es troba a les Hawaii.

## Observacions
És inofensiu per als humans.